# 오슬로 스페크트룸

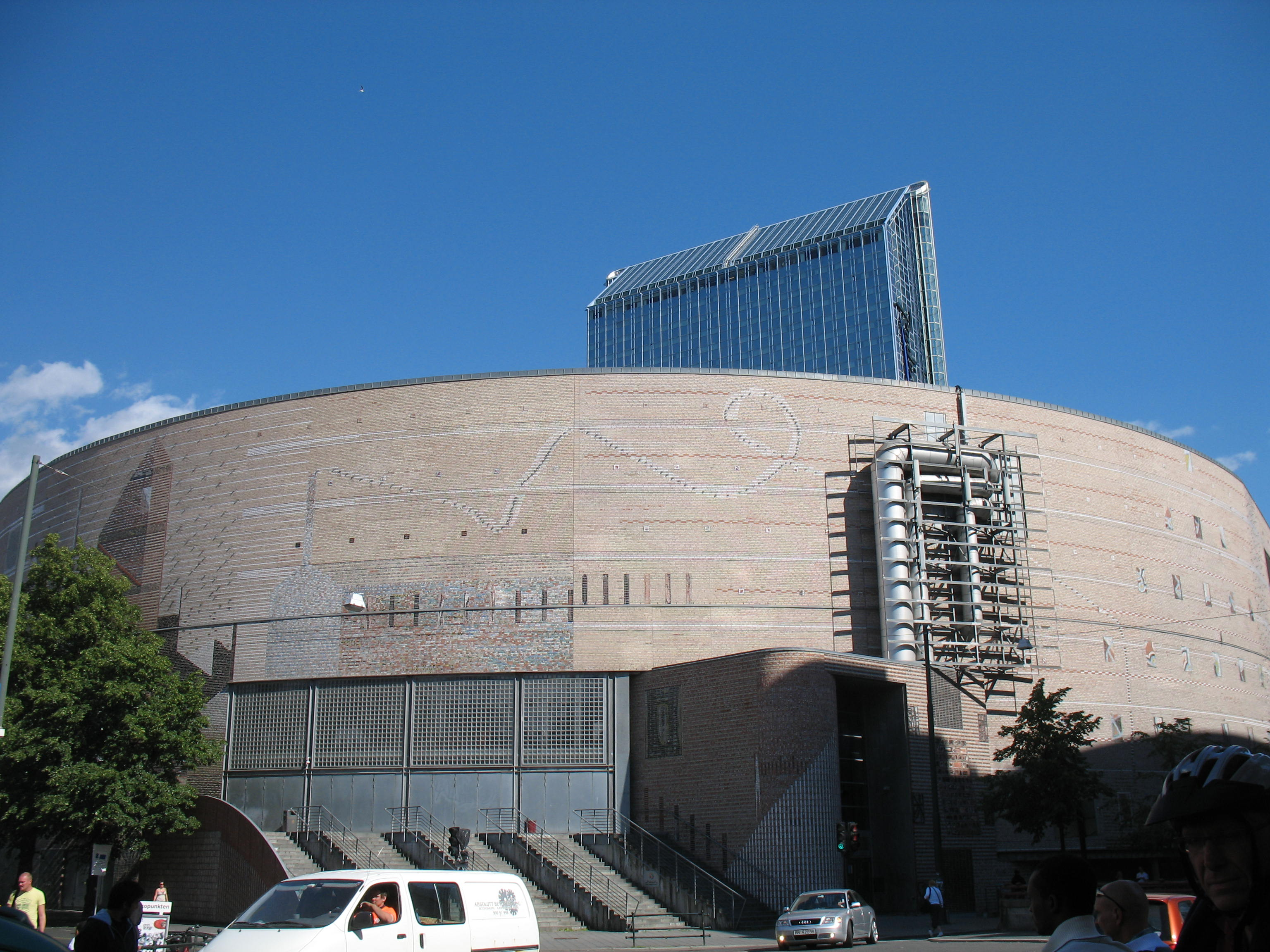
오슬로 스페크트룸

오슬로 스페크트룸(노르웨이어: Oslo Spektrum)은 노르웨이 오슬로에 있는 다목적 경기장이다. 노벨 평화상 콘서트, 노르웨이언 아이돌 결승전 등 콘서트, 스포츠 이벤트, 전시회이 열린다.